# Верђемоли
Верђемоли (итал. Vergemoli) је насеље у Италији у округу Лука, региону Тоскана.
Према процени из 2011. у насељу је живело 154 становника. Насеље се налази на надморској висини од 608 м.

## Становништво
| 1931. | 1936. | 1951. | 1961. | 1971. | 1981. | 1991. | 2001. | 2011. |
| ----- | ----- | ----- | ----- | ----- | ----- | ----- | ----- | ----- |
| 1.537 | 1.448 | 1.282 | 1.048 | 736   | 562   | 463   | 391   | 328   |